# Банда Малышева — Култашева
Банда Малышева — Култашева — преступное формирование, в начале 1990-х годов занимавшееся заказными убийствами на территории города Ижевска и республики Удмуртия.

## История банды
Первоначальным лидером банды являлся Дмитрий Алексеевич Малышев, 1970 года рождения, уроженец Ижевска. Помимо него, в банду вошли Александр Викторович Гришаев, 1972 года рождения, уроженец Москвы; Андрей Владимирович Вершинин, 1966 года рождения, уроженец Ижевска; Дмитрий Васильевич Пешков, 1972 года рождения, уроженец Ижевска. Кроме Пешкова, никто из них не был ранее судим.
Малышев держал в Ижевске полуподпольную автостоянку, заставляя владельцев машин платить за охрану. Так у него появлялись деньги и преданные люди. Вскоре к ним присоединился Борис Култашев, действующий сотрудник ижевского ОМОНа и к тому же зять заместителя министра внутренних дел Удмуртии полковника милиции Николая Перевощикова. Выходец из деревни, в армии он служил в воздушно-десантных войсках, где прошёл неплохую подготовку.

## Первые преступления
Первоначально Малышев работал со своим другом, местным предпринимателем Костиным. Однако вскоре партнёры не поделили прибыль, после чего Костин выгнал Малышева из своей компании. Малышев рассказал о конфликте Култашеву, а тот, недолго думая, предложил убить Костина, но чужими руками. Убить его поручили помощнику Култашева Рафизу Салихову, что тот и сделал.
Банда стала промышлять заказными убийствами. Первой их жертвой стал предприниматель Вышинский. Дело поручили Пешкову, который бросил в окно Вышинского ручную гранату. Вышинский выжил, но остался инвалидом.
Следующий заказ поступил на коммерсанта Самарина. Вновь заказ должен был исполнить Пешков, однако тот передоверил его своему знакомому Широбокову. Тот, чтобы погасить долг перед Пешковым в 1000 долларов, согласился. Широбоков убил Самарина, однако оставил в живых его жену, прямого свидетеля. Чтобы следствие не вышло на банду, Пешкову пришлось убить Широбокова.
Постепенно банда приобрела солидный криминальный авторитет и ряд предприятий города. Когда на их пути встал околокриминальный предприниматель Микелтадзе, попытавшийся завладеть доходами от мойки машин, члены банды расстреляли его у автосервиса. Тело погрузили в джип и подожгли.
Со временем Култашев стал соперничать с Малышевым за лидерство в банде. Её даже стали называть бандой Малышева — Култашева. Однако такое положение вещей не устраивало обоих — каждому хотелось единолично распоряжаться деньгами и людьми, получить власть и уважение в криминальном мире.
В начале октября 1994 года банда должна была убить трёх ижевских коммерсантов за 18 тысяч долларов. Заказ получил Култашев и, ничего не сказав Малышеву, предложил совершить тройное убийство члену банды Топоркову. Это послужило прологом к совершению преступления, потрясшего всю страну.

## Расстрел семьи Перевощиковых
Испугавшийся Топорков кинулся к Малышеву. Взбешённый лидер банды созвал на конспиративной квартире своих подчинённых — Пешкова, Вершинина и Гришаева. Он стал им доказывать, что Култашев их предал, всё рассказал своему тестю — полковнику милиции Перевощикову, и теперь им грозит смерть. Члены банды решили действовать на опережение. Кровавую расправу Малышев решил возглавить лично.
Ночью 8 октября 1994 года они подъехали к дому, где жили Перевощиковы и Култашев, поднялись по лестнице к квартире. Пешков выбил ногой дверь. Трое бандитов открыли шквальный огонь по людям, находящимся в квартире. Заместитель министра внутренних дел Удмуртии, полковник милиции Николай Перевощиков, его жена, сын и дочь (жена Култашева) были убиты. Култашев, спрятавшись под кроватью, уцелел. Его малолетний сын и двое других родственников Перевощикова также чудом остались в живых.
Расстрел произошёл практически на глазах у сотрудников наружного наблюдения, которые следили за Култашевым, поскольку в правоохранительные органы поступила оперативная информация о готовящемся убийстве трёх коммерсантов.

## Аресты, следствие и суд
Потрясённый Борис Култашев рассказал милиции о том, что он узнал лишь одного из нападавших — Пешкова по кличке Жаба. Уже через несколько часов после расстрела Пешков был арестован. Он сразу же во всём признался. Култашев также был арестован, сначала за хранение огнестрельного оружия, а впоследствии за организацию нескольких убийств.
Вершинин был арестован через несколько недель. Он показал, куда члены банды выбросили оружие, из которого расстреляли Перевощикова с семьёй. Топорков сам явился в милицию с повинной. Затем был арестован и Гришаев. Борис Култашев пытался руководить членами банды с помощью записок, передававшихся между камер, однако это ему не удалось.
Малышева удалось арестовать лишь через два месяца. На протяжении всего следствия и на суде Малышев и Култашев всё отрицали, следователям Малышев рассказал, что первоочередной целью был Култашев, убивать замминистра они не собирались и не рассчитывали застать его дома, так как вся семья обычно проводила выходные на даче, однако обстоятельства сложились иначе и они были вынуждены всех «убрать». При упоминании имени своего покойного тестя Култашев неоднократно подчёркивал, что тот был честным человеком и о делах зятя даже не догадывался, однако ему не поверили и помещать фотографию Перевощикова на почётную доску убитых милиционеров отказались. Неоднократно публиковались материалы о том, что Култашев сам «заказал» свою семью, однако следствие установило, что это было не так.
Суд вынес весьма суровый для начала 1990-х годов приговор — Малышев, Пешков и Гришаев были приговорены к высшей мере наказания — смертной казни через расстрел. В связи с принятием моратория на исполнение приговоров к смертной казни приговор Малышеву, Гришаеву и Пешкову был заменён на пожизненное лишение свободы. Суд приговорил Салихова к 15 годам заключения, Вершинина — к 12 годам, Топоркова — к 6 годам, ещё троих бандитов — Телятникова, Фассахова и Краснова — к 5 годам каждого. Култашев получил 13 лет лишения свободы, впоследствии ему добавили срок за попытку побега.

## В заключении
В 1998 году, находясь в заключении, Култашев дал интервью, в котором заявил, что убийство семьи его тестя было «заказным», но настоящие «заказчики» остались на свободе, а Малышев с друзьями были всего лишь исполнителями.
Гришаев, Малышев и Пешков отбывали наказание в колонии «Белый лебедь». Сокамерником Гришаева был известный чеченский террорист Салман Радуев. В 2000-х годах Гришаев умер.
В 2011 году Малышев обращался к Соликамскому городскому прокурору с заявлением о незаконном нахождении в этой колонии, но Соликамский городской суд отказал ему в удовлетворении заявления. Активные участники банды Вершинин и Салихов отбыли свой срок наказания полностью и вышли на свободу в начале 2010-х годов, но вскоре после освобождения Салихов умер от передозировки наркотиков. Дмитрий Малышев скончался от рака 28 сентября 2015 года.  
Дмитрий Пешков, отбыв в тюремном заключении с момента ареста почти 30 лет, весной 2024 года подал гражданский иск в Устиновский районный суд Ижевска против своих сообщников о взыскании с них крупной денежной суммы в порядке регресса. В своём заявлении 51-летний Пешков утверждал, что приговором Верховного суда Удмуртской Республики от 19 августа 1997 года солидарно в пользу потерпевших по уголовному делу взыскано с него и его сообщников в общей сложности более 600 тысяч рублей в счёт возмещения материального ущерба и компенсации морального вреда, причинённых преступлениями. Пешков, обращаясь в суд, заявил, что после смерти Гришаева и Малышева вынужден был единолично возмещать ущерб потерпевшим и на основании статьи 325 Гражданского процессуального кодекса Российской Федерации требовал взыскать с родственников Малышева и Гришаева в регрессном порядке приходящуюся на каждого из них долю исполненного им обязательства. Предварительное судебное заседание состоялось в конце июня 2024 года, однако Дмитрий Пешков не был доставлен в суд. Он принимал участие в судебном заседании посредством видеоконференцсвязи, находясь в «Белом лебеде», и полностью поддержал свои исковые требования. Рассмотрение дела в судебном заседании назначено на 27 августа 2024 года.
В ноябре того же года Дмитрия Пешкова посетили журналисты в колонии «Белый лебедь». Во время интервью Пешков заявил, что, находясь в тюрьме, поддерживает отношения с рядом близких друзей и родственниками, но на условно-досрочное освобождение и на возможность когда-либо покинуть стены «Белого лебедя» не рассчитывает. Вспоминая события 30-летней давности, 51-летний Пешков не выразил раскаяния в содеянном и не стал отвечать на вопрос, сожалеет ли он случившемся. Он заявил, что он и его сообщники убили Николая Перевощикова и членов его семьи, так как незадолго до этого у них появилась информация о том, что Борис Култашев решил покинуть их группировку и убить Дмитрия Малышева. Дмитрий Пешков во время интервью утверждал, что в то время не существовало других действенных способов по урегулированию конфликтов, кроме как убийство врагов и конкурентов.

Фрагмент из интервью Пешкова: 
«Я вам скорее всего объяснить не смогу и вы все равно не представите атмосферу 1990-х годов...это немного другая реальность...нам было от 20 до 24 лет, вполне возможно, будь мы взрослые люди - как-то отреагировали...вполне возможно, что если бы действительность была немного другой и работали какие-то другие механизмы, все получилось бы иначе, но это сослагательное наклонение, оно неуместно, ни тогда, ни сегодня»...

## Култашев после освобождения
В сентябре 2007 года Култашев вышел на свободу, но уже в декабре того же года вместе с сообщником совершил разбойное нападение в Санкт-Петербурге. Култашев был снова арестован и в сентябре 2008 года осуждён на 10 лет лишения свободы.
В начале 2018 года Култашев снова вышел на свободу. Весной-летом этого же года Култашев дал интервью Ижевской газете «Стриж», в котором рассказал о себе, а также заявил, что к убийству его тестя могли быть причастны некоторые из руководителей МВД по УР.
Борис Култашев после 2018 года продолжил вести криминальный образ жизни. В начале 2020-х годов он снова попал в центр внимания правоохранительных органов. По версии следствия, Култашев был членом банды, которая попыталась с помощью рейдерского захвата получить в свое владение здание бизнес-центра, однако рейдерский захват не удался, после чего Борис Култашев и другие члены банды были арестованы. Не дожидаясь вынесения приговора, в конце 2022 года, он заключил контракт с Министерством обороны России и принял участие в российском вторжении на Украину. В январе 2025 года он был обнаружен на территории Курской области, где дал интервью корреспонденту телеканала "Липецкое время" Анне Голембовской. В интервью Култашев заявил, что проходит службу в должности оператора ПТУРА.

## В массовой культуре
Телепередачи
- Документальный фильм «Дело Култашева. Оборотень» из цикла «Криминальная Россия» (1995)
- Документальный фильм «Нить Ариадны» из цикла «ТВ МВД» (1995)
- Документальный фильм «Гибель полковника Перевощикова» из цикла «Честный детектив» (2024)

В литературе
- Андрей А. Иванов, «Криминальные войны Ижевска»